# Albogasio

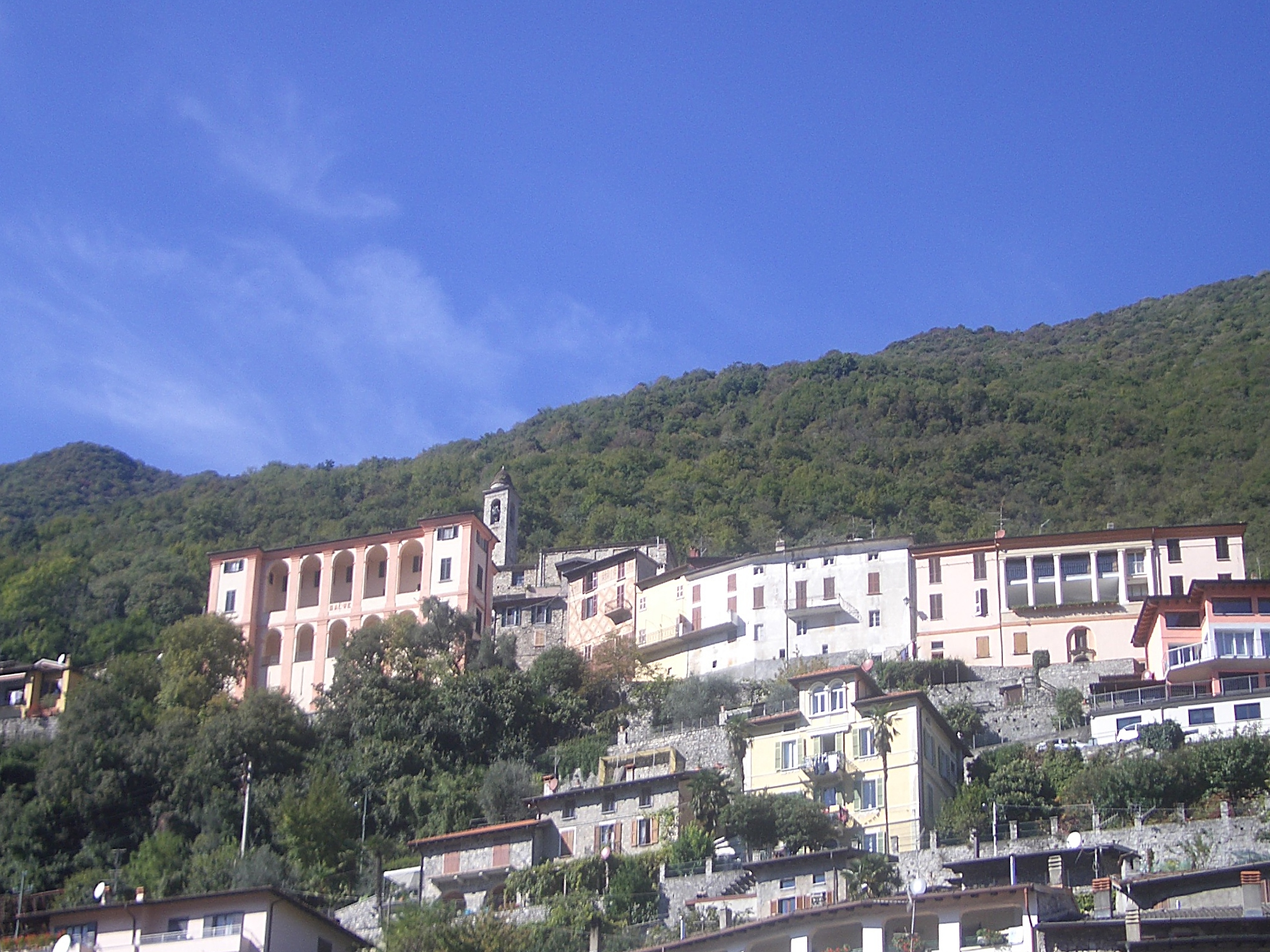
Albogasio Superiore, Villa Affaitati

Albogasio ist eine Fraktion der italienischen Gemeinde (comune) Valsolda in der lombardischen Provinz Como. Die Fraktion umfasst die Weiler Albogasio Superiore und Albogasio Inferiore.

## Geographie
Das Dorf liegt am nördlichen Ufer des Luganersees nahe dem Grenzübergang zur Schweiz, 8 km westlich von Porlezza und 4 km östlich von Gandria.
Albogasio besteht aus den drei Siedlungen Albogasio Superiore (304 m ü. M), Albogasio Inferiore und Oria.

## Geschichte
Albogasio war lange Zeit eine unabhängige Gemeinde innerhalb der Zwölf Terren (Albogasio, Casarico, Castello, Cima, Cressogno, Dasio, Drano, Loggio, Oria, Puria, San Mamete und Santa Margherita, wobei letzteres auch als Roncaglia bekannt ist und auf der anderen Seite des Sees liegt), die das Lehen von Valsolda bildeten, das von alters her bis zum Ende des Herzogtums Mailand vom Erzbistum Mailand regiert wurde.
Das Gebiet der Gemeinde, zu dem ursprünglich auch das Dorf Oria gehörte, war Gegenstand einer Urkunde, die Kardinal Federico Borromeo am 6. Oktober 1625 unterzeichnete, um einige Streitigkeiten mit der benachbarten Schweizer Gemeinde Gandria zu schlichten.
Während der spanischen Herrschaft im 16. und 17. Jahrhundert hatte Albogasio nur begrenzte Möglichkeiten der kommunalen Selbstverwaltung. Die meisten öffentlichen Aufgaben wurden vom Consiglio generale von Valsolda übernommen.
Während des napoleonischen Zeitalters wurde Albogasio mit seinen 1044 Einwohnern mit dem Dekret vom 8. Juni 1805 mit der Gemeinde Albogasio zusammengefasst. 1816, nach der Gründung des Königreichs Lombardo-Venetien, erhielt Valsolda seine Unabhängigkeit zurück. 1853 zählte das Dorf 213 Einwohner, 1861 noch 204.
1927 wurde Albogasio mit den Gemeinden Castello, Cressogno, Dasio, Drano, Loggio und Puria zu der neuen Gemeinde Valsolda zusammengelegt.

## Sehenswürdigkeiten
- Kirche Sant’Ambrogio in der Fraktion Albogasio Superiore[3][4]
- Villa Salve (Affaitati) und Palazzo delle Colonne in der Fraktion Albogasio Superiore[5]
- Kirche Santa Maria Annunciata in der Fraktion Albogasio Inferiore[6]
- Kirche San Sebastiano in der Ortschaft Oria[7]

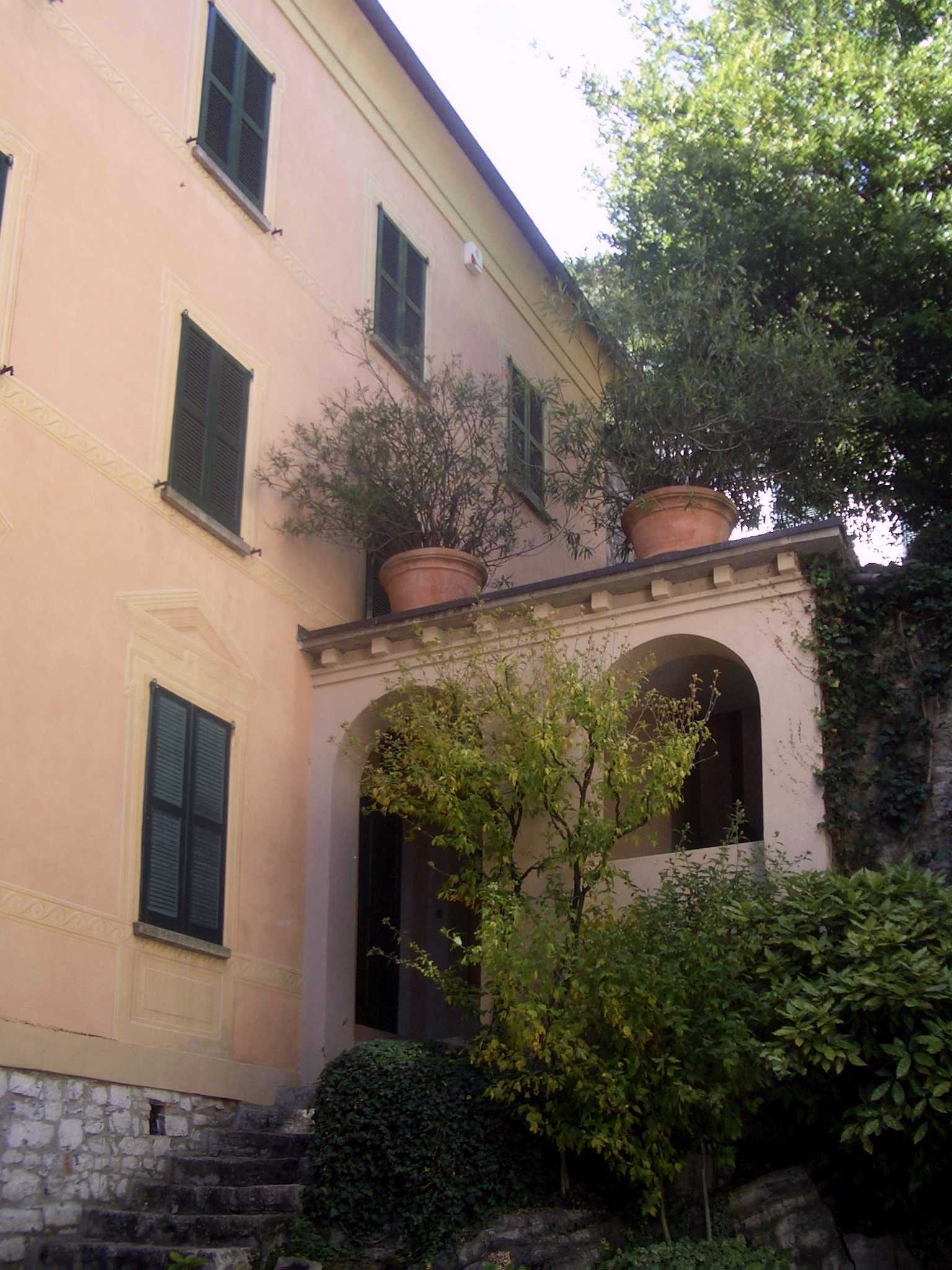
Villa Fogazzaro Roi

- Villa Fogazzaro Roi, in der Antonio Fogazzaro lebte, in der Ortschaft Oria
- Oratorium Santa Margherita in der gleichnamigen Ortschaft[8]

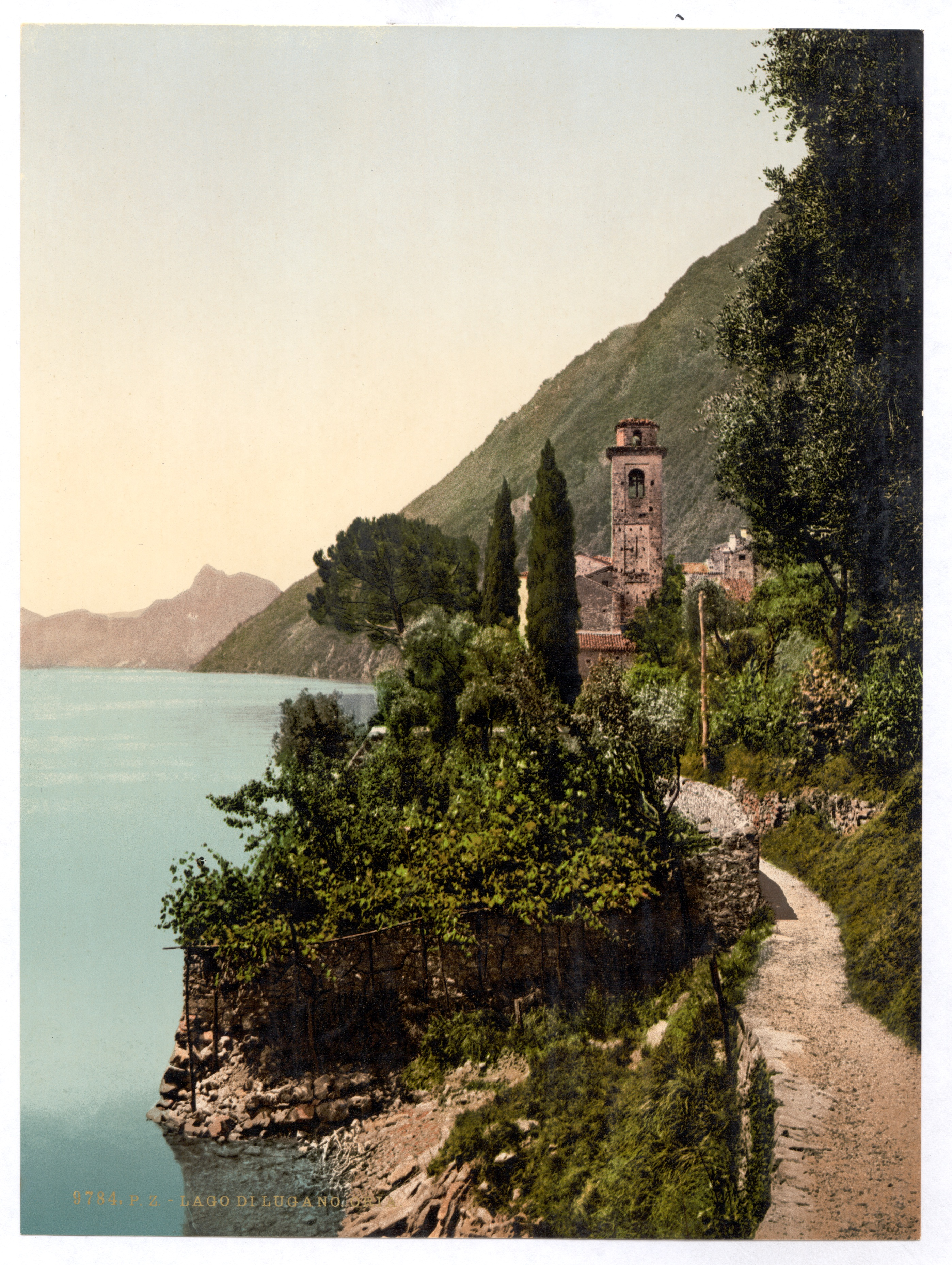
Oria um 1900 mit dem Monte San Salvatore in Hintergrund

## Persönlichkeiten
- Künstlerfamilie Ceroni
  - Gian Antonio Ceroni (* 1579 in Albogasio, Fraktion von Valsolda; † 1640 in Madrid?), Bildhauer tätig im Real Sitio de San Lorenzo de El Escorial, in Spanien; merkwürdig sind seine Engel aus Bronze für das Grabmal Philipp III. (Spanien)[9]
  - Giovanni Battista Ceroni (* um 1643 in Albogasio; † 1715 in Warschau), Architekt[10][11]
  - Domenico Ceroni (* um 1645 in Albogasio; † 1708 in Warschau), Architekt[10][12]
  - Carlo Ceroni (* 1647 in Albogasio; † 1721 in Warschau), Architekt[10][13]
  - Francesco Ceroni (* 1660 in Albogasio; † 1724 in Warschau), Bruder des Carlo, Architekt[14]
- Künstlerfamilie Affaita(ti)[15]
  - Carlo Ambrogio Affaitati (* 12. Januar 1625 in Albogasio; † 31. Dezember 1695 in Cressogno), Priester, Kaplan, Sekretär und Beichtvater von Luisa Maria Gonzaga, Königin von Polen
  - Antonio Affaita (* um 1625 in Albogasio; † nach 1670 in Warschau), Bruder von Isidoro, Hofarchitekt. Er arbeitete mit seinem Bruder Isidoro in Warschau. 1670 erhielt er als Anerkennung für seine Dienste von König Michael I. (Polen) das Dorf Ząbki bei Warschau.[15][16]
  - Isidoro Affaitati auch: Izydor Affaita, Affayta oder Isidoro Affaita der Ältere genannt (* 25. März 1622 in Albogasio; † um 1684 in Warschau), italienischer Militäringenieur und Architekt, der vor allem in Warschau wirkte[17][18][19][15]
  - Isidoro Affaita junior (* um 1650 in Albogasio; † nach 1690 in Warschau), Architekt[15][20]
  - Ludwig Affaita (* um 1665 In Albogasio Inferiore; † nach 1690), Hofarchitekt in Polen[15]
  - Antonio Maria Affaitati (* um 1700 in Albogasio Inferiore; † nach 1737 ebenda), Kapuziner, Kartograf, Autor der Carta corografica del Lago di Lugano (1737) an Kardinal Benedetto Erba Odescalchi, Erzbischof von Mailand gewidmet und gestochen von Kapuziner fra’ Barnaba von Appiano[21]
  - Giuseppe Affaita (* um 1735 In Albogasio Inferiore; † nach 1760), Hofarchitekt in Polen[15]
- Carlo Puttini (* um 1635 in Albogasio; † nach 1685 in Vilnius?), Palier, Bruder des Pietro, geboren 1633. Seit 1674 sind die zwei Brüder am Bau der Kirche des Klosters Pažaislis in Kaunas beteiligt. Der Architekt könnte Giovanni Serro aus Roveredo GR gewesen sein, der in Polen und Litauen als Jan Zaor bekannt ist und kurz darauf die Kirche St. Peter und Paul in Vilnius entwarf.[22]
- Giovanni Battista Merli (* 1645 in Albogasio; † vor 1695 ebenda ?), Stuckateur im Kloster Pazaislis von Kaunas[23]